# Slag bij de Crimissus
De Slag bij de Crimissus werd gevochten in 339 v.Chr. tussen een groot Carthaags leger onder leiding van Hasdrubal en Hamilcar en een leger uit Syracuse, geleid door Timoleon. Timoleon viel het Carthaagse leger bij verrassing aan bij de Crimissus rivier in West-Sicilië, dit is de hedendaagse Freddo rivier. Timoleon boekte zo een grote overwinning. Toen hij kort daarna een veel kleiner leger versloeg, vroegen de Carthagers om vrede. De vrede liet de Griekse steden op Sicilië toe om te herstellen en een periode van stabiliteit aan te vangen. Een nieuwe oorlog ontbrandde echter na Timoleons dood, niet lang nadat Agathocles in 317 v.Chr. de macht had gegrepen.

## Achtergrond
Omdat de burgers van Syracuse leidden onder het regime van Dionysius II, vroegen ze hulp aan Korinthe (de moederstad van Syracuse) om een generaal te sturen om de tiran af te zetten en hun stad te besturen. De Korinthische senaat koos ervoor om Timoleon te zenden.
In 359 of 358 v.Chr. had Dionysius II vrede gemaakt met Carthago. Carthago profiteerde waarschijnlijk van de politieke instabiliteit op Sicilië omdat dit de militaire kracht van de Grieken ondermijnde. Als gevolg probeerden ze Timoleon te beletten om voet aan land te zetten op Sicilië, maar waren hierin onsuccesvol. Het verwarrende beleg van Syracuse volgde.
Timoleon kon de stad innemen en bevrijdde de andere Griekse steden op Sicilië van de tirannie om hun autonomie en democratie te herstellen. Hij zond zijn huurlingen om het Carthaagse grondgebied in West-Sicilië te plunderen, wat hem veel buit opleverde. Omdat zijn militaire kracht en reputatie groeide, onderwierpen alle andere Siciliaanse Griekse steden zich vrijwillig aan hem vanwege zijn beleid dat hen als muziek in de oren scheen. Veel andere steden die onderworpen waren door de Carthagers wilden ook bondgenoten met hen worden.

### Voor Crimissus
De Carthagers werden gealarmeerd door Timoleons succes en brachten een groot leger naar Libyaeum. Volgens Plutarchus bestond dit leger uit 70.000 man. Hun leger was groot genoeg om Sicilië volledig te veroveren, zelfs als de Grieken verenigd waren onder Timoleon. Toen ze het nieuws vernamen dat Timoleon hun grondgebied aan het plunderen was, rukten ze onmiddellijk op tegen hem onder leiding van Hasdrubal en Hamilcar. Toen de Syracusanen hoorden over de komst van het enorme Carthaagse leger waren ze doodsbang. Timoleon leidde zijn leger naar de rivier Crimissus, waar de Carthagers zich bevonden. Zijn leger telde nu 5.000 man infanterie en 1.000 cavalerie volgens Plutarchus, ofwel 12.000 man in totaal volgens Diodorus Sicullus.

## De slag
Timoleon bevond zich op een heuvel met zijn leger, zodat hij de vlakte waar het Carthaagse leger zich bevond kon overkijken. De Crimissus rivier scheidde de twee legers en bedekte de vlakte met een dikke mist, zodat het onmogelijk was om het Carthaagse kamp te zien. Het geluid alarmeerde de Grieken echter dat de Carthagers de rivier aan het oversteken waren. De zon was ondertussen hoger in de hemel geklommen en had zo de mist verdreven, waardoor de Carthagers weer zichtbaar waren. De Carthaagse strijdwagens vormden de voorhoede van het leger. Achter hen kwam de infanterie, bestaande uit Carthaagse burgers, en volledig achteraan waren de buitenlandse troepen. Timoleon merkte op dat het leger gescheiden werd door de rivier, wat hem een goede kans gaf om aan te vallen. Hij besliste om zijn cavalerie vooruit te sturen om te voorkomen dat de Carthaagse burgersoldaten hun falanx konden ontplooien.
Timoleon beval zijn leger toen om af te dalen in de vlakte. Hijzelf gaf leiding aan het centrum, dat bestond uit de Syracusanen en zijn beste huurlingen. Hij zag dat zijn cavalerie verhinderd werd om de Carthaagse infanterie aan te vallen door de strijdwagens. Hij beval deze dus om langs de linie van de strijdwagens te rijden en de infanterie in de flank aan te vallen. Toen viel hij zijn vijanden aan met zijn infanterie. De Carthaagse burgersoldaten weerstonden de aanval echter, dankzij hun uitstekende harnas en grote schilden. Gelukkig voor de Grieken kwam er een storm opzetten achter hen en het begonnen te hagelen en te regenen. De storm raakte de Grieken in hun rug, maar raakte de Carthagers in het gezicht. De storm bracht hem in het nadeel: het water en de modder maakte hen minder effectief door hun zware harnas. Om het nog erger te maken voor de Carthagers, liet de storm de Crimissus overstromen.
Het Carthaagse leger sloeg op de vlucht toen ze de eerste linie van 400 man hadden verslagen. Velen van hen die vluchtten over de vlakte werden ingehaald door de Grieken en gedood. Sommigen verdronken in de rivier toen ze botsten tegen het deel van het Carthaagse leger dat nog steeds de rivier aan het oversteken was. Van de 10.000 gesneuvelden uit het Carthaagse leger waren er 3.000 Carthaagse burgers. Carthago had nog nooit zo veel van haar eigen burgers verloren omdat ze vooral Lybiërs en Iberiërs gebruikten in hun leger. Er werden ook minstens 5.000 soldaten gevangengenomen. Omdat ze de lijken plunderden, verzamelden de Grieken veel goud en zilver van de rijke Carthaagse burgers. Nadat de Grieken het Carthaagse kamp hadden ingenomen was nam het zoveel tijd in om de buit te verzamelen dat ze drie dagen lang het kamp aan het plunderen waren.
Diodorus Sicullus noemt de Carthaagse burgersoldaten de Heilige Schare van Carthago. Hij zegt dat ze met 2.500 man waren en beweert dat ze allen vochten tot de dood. Volgens hem werden er meer dan 10.000 andere soldaten gedood en werden er 15.000 gevangengenomen.

## Nasleep
Timoleon liet zijn huurlingen het Carthaagse grondgebied plunderen en keerde terug naar Syracuse. Hicetas en Mamercus, de tirannen die nog steeds Leontini en Catana bestuurden, smeedden een alliantie met de Carthagers. Zij zonden een vloot van zeventig schepen onder Gisco om hen te helpen. Dit leger ging aan land bij Messina, waar ze 400 van Timoleons huurlingen versloegen. Een andere groep van zijn huurlingen werd in een hinderlaag gelokt en vernietigd bij Ietas, in Carthaags grondgebied.
Ondanks deze nederlagen kon Timoleon Hicetas toch verslaan bij de rivier de Damurias. Mamercus werd verslagen door Timoleon bij de Abolus, waarbij de Carthaagse soldaten een groot deel van de gesneuvelden uitmaakten. Carthago besliste om vrede te maken na deze nederlaag met Timoleon, die dit voorstel aannam. De voorwaarden waren dat Carthago haar grondgebied bij de Lycus mocht behouden, maar ze hun alliantie met de tirannen moesten opzeggen. Mamercus vluchtte naar Messina waar hij toevlucht vond bij de tiran van deze stad, Hippo. Toen Timoleon Messina belegerde vanaf land als vanaf zee, probeerde Hippo te ontsnappen, maar hij werd gevangengenomen en geëxecuteerd door de inwoners van de stad. Mamercus gaf zich toen over aan Timoleon.
Timoleon was succesvol om de oorlog op Sicilië tussen de Griekse tirannen en Carthago beëindigen, maar de vrede en stabiliteit hielden niet lang stand na zijn dood. Een nieuwe tiran, Agathocles, kwam in 317 v.Chr. aan de macht in Syracuse en startte een nieuwe oorlog met Carthago.